# Louis du Vergier de La Rochejaquelein
Louis du Vergier de La Rochejaquelein, né le 30 novembre 1777 à Saint-Aubin-de-Baubigné (Poitou) et tué le 5 juin 1815 à la bataille des Mathes à Saint-Hilaire-de-Riez (Vendée), est un militaire français et un général vendéen.
Il est le frère d’Henri et d’Auguste du Vergier de La Rochejaquelein.

## Biographie

### Origine
Fils du « marquis » Henri Louis Auguste du Vergier de La Rochejaquelein (1749-1802) et de Constante de Caumont d'Adde (1749-1798). Il n'avait que douze ans lorsque la Révolution française éclata. Il suivit son père en Allemagne, et à seize ans il fit ses premières armes dans le régiment autrichien de Latour, passa ensuite en Grande-Bretagne, entra au service de cette puissance, fit deux campagnes dans l'île de Saint-Domingue, rentra en France en 1801.

### Le retour en France
En 1802, il épousa Victoire de Donnissan, veuve du marquis de Lescure, héros des premières guerres de Vendée. Retiré dans ses terres, il attendait l'occasion de servir une cause à laquelle toute sa famille s'était dévouée.
En vain Napoléon Ier chercha-t-il à gagner le marquis de La Rochejaquelein par l'appât des places, des dignités et des honneurs : ferme dans ses sentiments et dans ses principes, La Rochejaquelein vécut retiré tantôt en Poitou, tantôt au château Citran, près de Bordeaux. Ses nobles refus firent comprendre dès lors avec quelle ardeur il servirait les Bourbons.
Deux fois il fut à la veille de donner à la Vendée le signal d'une nouvelle insurrection et deux fois les hésitations de l'Europe firent avorter ses projets. Pour sonder les esprits, il parcourait sans cesse la Guyenne et la Vendée, où le nom seul qu'il portait pouvait rallier en un moment quarante mille royalistes.

### La Restauration
Dès le mois de mars 1813, il se concerta avec un envoyé du roi, et quand le parti royaliste fut de nouveau formé à Bordeaux par le concours de son active impulsion, il fut choisi pour aller présenter au duc d'Angoulême, alors à Saint-Jean-de-Luz avec l'armée alliée, l'hommage de cette ville fidèle. Le plus heureux succès couronna cette entreprise, dont le marquis de La Rochejaquelein brava tous les périls.
Les Bordelais reçurent avec enthousiasme le prince libérateur et témoignèrent leur reconnaissance au gentilhomme vendéen qui leur avait préparé un si beau triomphe. Au premier retour de Louis XVIII, il fut nommé chef d'un des corps militaires de sa garde (commandant des grenadiers royaux) et élevé ainsi au grade d'officier général.
Au retour de Napoléon en France il protégea, avec d'autres serviteurs dévoués, la retraite du roi jusqu'aux frontières du nord, et de là jusqu'à Gand. De cette ville il passa en Grande-Bretagne, à l'effet d'y solliciter des secours pour la Vendée, obtint pour les royalistes vendéens une partie des secours qu'il était venu réclamer : des armes, des munitions et quelques subsides. Il remit à la voile, et le 16 mai s'effectua son débarquement sur la côte, il débarqua sur la côte de Saint-Hilaire-de-Riez, et souleva une partie des habitants du pays.

### La Vendée militaire
En peu de jours, par la rapidité de ses opérations, il souleva et arma une grande partie de la Vendée militaire. Le succès le justifia du reproche de précipitation et de témérité. Resté à portée de la côte, le marquis sollicitait un second débarquement, et il aspirait à être reconnu général en chef, soit pour donner à l'insurrection plus d'ensemble, soit pour avoir un titre auprès de l'amiral Hottans, chargé de fournir des secours aux royalistes. On avouait généralement qu'un chef unique était nécessaire pour soumettre toutes les opérations à une seule volonté. Dans une réunion à Palluau, le marquis fut reconnu par MM. de Sapinaud et de Suzannet, et, à peu de jours d'intervalle, par M. d'Autichamp.
Tout se disposait alors pour un mouvement vers la côte ; mais à peine deux divisions furent-elles réunies à Aizenay que le général Travot survint, les surprit et les dispersa dans une attaque nocturne. Le marquis de La Rochejaquelein, brûlant de tout réparer, va d'abord conférer avec M. d'Autichamp, qui lui promet d'agir de concert, et il mande à son frère, Auguste de La Rochejaquelein, de se diriger en hâte sur le Marais. L'armée royale formait quatre corps organisés et distincts.

### La fin du mouvement insurrectionnel
Napoléon Ier apprit cette seconde insurrection dans la nuit du 17 mai, et il se hâta de prendre des mesures pour arrêter ce mouvement. Il fit inviter trois chefs vendéens, MM. de Malartie, de Flavigny et La Béraudière, à se rendre, en qualité de pacificateurs, près de leurs anciens compagnons d'armes, et de leur faire comprendre que ce n'était pas dans les champs de la Vendée que pouvait être décidé le sort de la France. En même temps, il fit appuyer ces négociations par un corps de 12 000 hommes sous les ordres du général Lamarque. Quelques chefs prêtèrent l'oreille aux observations des pacificateurs; mais le marquis de La Rochejaquelein refusa tout accommodement ; et s'étant rendu, le 1er juin, à Croix-de-Vie, il fixa, par un ordre du jour, les mouvements des divers corps d'armée.
À peine La Rochejaquelein a-t-il connaissance des propositions du ministre de la police Fouché qu'il les rejette avec indignation. Il était décidé à repousser toute espèce d'arrangement avec le gouvernement impérial. De là naquit une déplorable dissidence avec des chefs qui penchaient à écouter les négociateurs. Le débarquement allait commencer le 2 juin, à Croix de Vie, et devait être protégé par les autres chefs, quand La Rochejaquelein apprit à bord du navire de l'amiral britannique qu'une colonne royaliste venait d'être licenciée et que les deux autres se retiraient dans l'intérieur du pays. Dans ce moment même, le général Travot arrivait avec ses troupes à travers, pour ainsi dire, les trois corps d'armée, qui abandonnaient leur général. Pénétré d'indignation, La Rochejaquelein, qu'enflammaient les exemples des Bonchamps, des Lescure et de son illustre frère, se hâta de donner le signal du débarquement, qu'il protégea seul avec une poignée d'insurgés.
Il soutint d'abord une attaque à St-Gilles, où une vive fusillade s'engagea entre l'avant-garde de Travot et les Vendéens du Marais ; ceux-ci eurent l'avantage. Une flotte britannique, composée du Superbe, du fameux Bellerophon et de plusieurs frégates, s'approcha de la côte. La Rochejaquelein veillait à tout, et malgré la fusillade, le débarquement ne fut pas interrompu. Les canots britanniques, ayant à bord 15 000 fusils, 12 pièces de canon et une immense quantité de poudre, allaient et tenaient pendant qu'on se battait à Saint-Gilles. Cependant le corps de bataille de Travot avançait. Louis de La Rochejaquelein, soupçonnant qu'il veut forcer le passage de Rié, fait cesser le débarquement, marche lui-même au-devant de l'ennemi, dirige le convoi dans le Marais, et arrive à Saint-Jean-de-Monts le 3 juin, avec la division de son frère Auguste.

### La mort

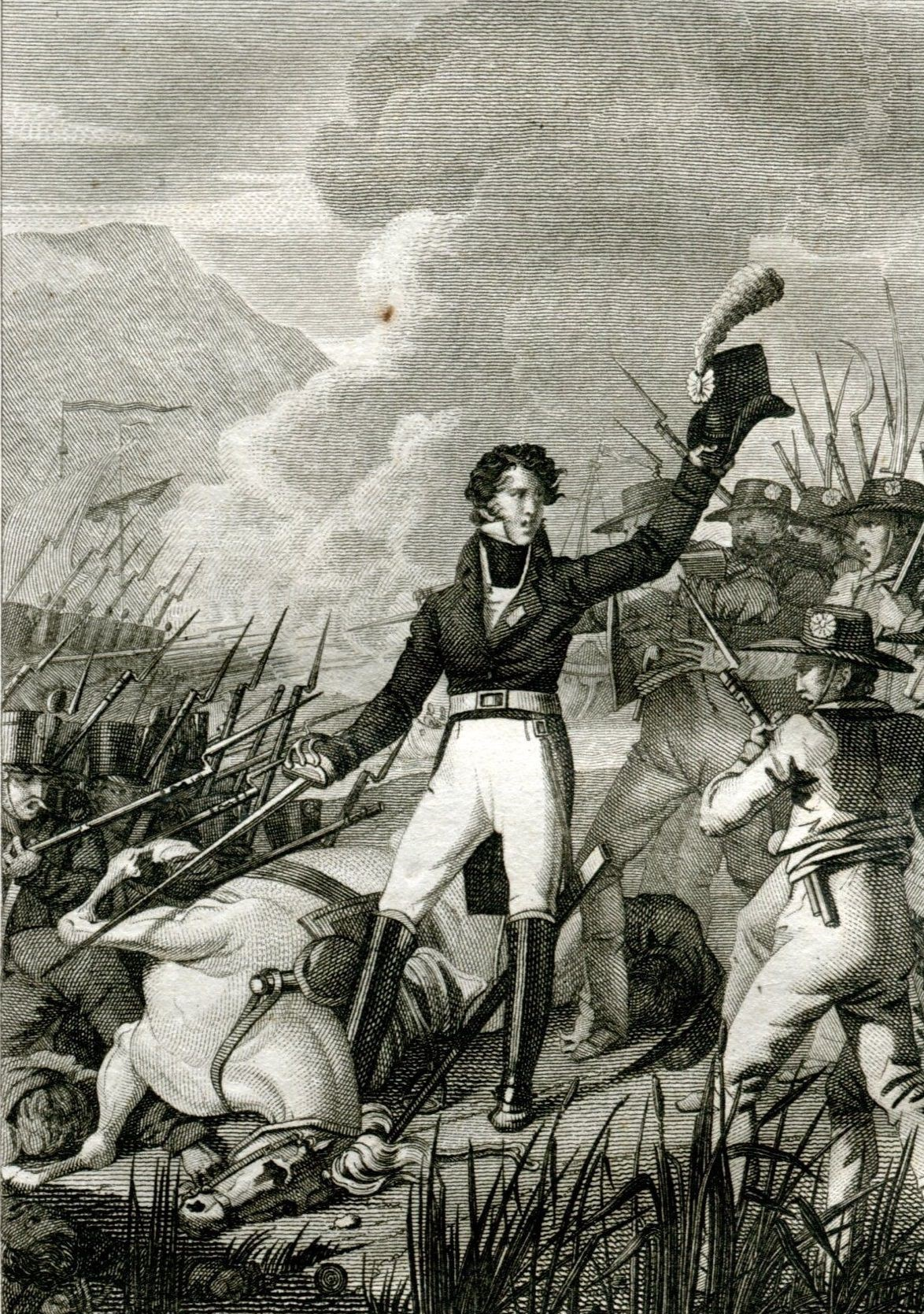
Si j'avance, suivez-moi ; si je recule, tuez-moi ; si je meurs, vengez-moi !, dessin de Charles-Abraham Chasselat et gravure d'Auguste II Blanchard, 1816.

Là, il apprend qu'une forte colonne s'approche ; elle était commandée par le général Étienne Estève, qui, le lendemain, au point du jour, se porte à la ferme des Mathes, sur le bord du Marais. L'ordre est aussitôt donné aux royalistes de marcher à sa rencontre. Arrivé à demi-portée de fusil, Estève prend lui-même l'offensive ; deux fois il est repoussé par les Vendéens. S'apercevant qu'il va être tourné, il fait un dernier effort pour s'ouvrir un passage. Un chef de paroisse lâche le pied et entraîne sa troupe. Louis de La Rochejaquelein court rallier ses soldats, et, au plus fort de l'action, il est atteint d'une balle dans la poitrine, tombe et meurt au premier rang. Il était âgé de 37 ans.
Son frère Auguste est blessé à quinze pas de l'ennemi, et toute la ligne est rompue. Tel fut le combat des Mathes, où finit le frère du héros de la Vendée. Son corps, resté sur le champ de bataille, fut reconnu le lendemain et enterré en hâte dans le village du Perrier.
Le 8 février suivant, ses restes furent exhumés pour être transportés au tombeau de ses ancêtres. Il est inhumé avec ses frères dans l'église de Saint-Aubin-de-Baubigné dans les Deux-Sèvres. Toute la population du Marais se rendit au lieu de l'exhumation et paya un dernier tribut à ce général. Intrépide, loyal, entreprenant, communicatif et très affectueux, le marquis de La Rochejaquelein était doué de toutes les qualités qui donnent de l'ascendant à un chef de parti. Ses manières nobles et affables, et surtout une chaleur de dévouement qu'il savait inspirer aux autres, lui avaient concilié tous les cœurs. Il laissait huit enfants et une veuve.

## Titulature
- 30 novembre 1777 : Monsieur Louis du Vergier de La Rochejaquelein[3]
- 28 janvier 1794 : Monsieur Louis du Vergier, comte de La Rochejaquelein[4]
- 6 septembre 1802 : Monsieur Louis du Vergier, marquis de La Rochejaquelein[5]